# 상사초
"상사초"는 1968년 공개된 대한민국의 영화이다.

## 배역
- 신성일
- 변기종
- 이대엽
- 김지미
- 신영균
- 문희